# 糸洲安恒

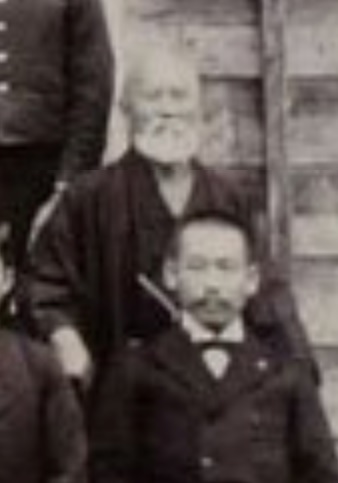
糸洲安恒

糸洲安恒（琉球語：／  ?；日语：／ Itosu Ankō；1831年—1915年3月11日），馮姓，唐名不詳，是活躍於琉球王國第二尚氏王朝末期和日本沖繩縣時期的唐手（空手道）武術家。糸洲安恒最知名的事蹟是將唐手這門武術的近代化，使之發展為現在的空手道。其唐手的武術後被摩文仁賢和所發揚，成為空手道中的流派之一糸東流。

## 生平
糸洲安恒於1831年出生在琉球國首里山川村（今那霸市首里山川町）的一個馮姓筑登之家庭裡，其始祖為馮光盛（諸見里親方安春）。糸洲安恒在第二尚氏王朝時期的正式稱呼為糸洲筑登之親雲上安恒（琉球語：／ ）。他在年輕的時候通過了科考，成為雙紙庫理、書院的右筆相附（副書記），後來升為右筆（書記）。
糸洲安恒20歲左右的時候拜首里手（唐手的一派）武術大師武成達（松村宗棍）為師，學習武術，與牧志朝忠、安里安恒為師兄弟的關係。後來糸洲安恒又成為那霸手大師長濱筑登之親雲上（武士長濱）的門徒。他還經常前往各地切磋武術，後來向泊村的武術家禪南學習泊手，精通唐手的各門派武術。
1879年，琉球國被日本吞併，成為沖繩縣。糸洲安恒成為沖繩縣廳的書記官。1885年，54歲的糸洲安恒辭職，開始在自己家裡收徒弟教授唐手。屋部憲通、花城長茂、久手堅憲由、本部朝勇、本部朝基等人是他早年的徒弟。從1899年起，糸洲安恒又將知花朝信、摩文仁賢和、德田安文、大城朝恕、遠山寬賢、城間真繁收為門人。喜屋武朝德、船越義珍、屋比久孟傳、山川朝棟、喜納朝獻、知念某、真喜屋某等人則是他晚年收的徒弟。這些徒弟不少是後來的著名空手道武術家。
糸洲安恒非常重視力量的練習，他一直堅持用擊打卷藁（靶子）的方法增強自己的力量。空手道的型中，騎馬立（ナイファンチ）的二三段，以及平安（ピンアン）的初～五段是他創立的。
1905年，糸洲安恒開始在沖繩縣立第一中學校（今首里高等學校）以及沖繩縣師範學校教學生打唐手。1908年著《糸洲十訓（唐手心得十條）》。1913年起得病，並在1915年3月11日逝世，享年85歲。